# Président de la république populaire de Chine
Ne doit pas être confondu avec Président de la Chine ou Président de la république de Chine (Taïwan).
 (octobre 2023).
Si vous disposez d'ouvrages ou d'articles de référence ou si vous connaissez des sites web de qualité traitant du thème abordé ici, merci de compléter l'article en donnant les références utiles à sa vérifiabilité et en les liant à la section « Notes et références ».
Le président de la république populaire de Chine (sinogrammes : 中华人民共和国主席 ; pinyin : Zhōnghuá Rénmín Gònghéguó Zhǔxí ou Guojia-Zhuxi 国家主席) est le chef de l'État de la république populaire de Chine. Supprimée en 1968, la fonction fut recréée par la Constitution de 1982. Formellement, le président est élu par l’Assemblée nationale populaire en accord avec l’article 62 de la Constitution. En pratique, cette élection tombe dans la catégorie des élections avec un seul candidat. Le candidat est recommandé par le præsidium de l’Assemblée.

## Histoire de la présidence
À l’origine, dans la constitution de 1954, le président de la RPC devait être très puissant, cumulant les fonctions de chef de l'État et commandant en chef des forces armées. Le président avait des pouvoirs spéciaux permettant de convoquer des réunions d’urgence en cas de crise ou de problème pour la sécurité nationale. Ce n’était pas un problème durant les mandats de Mao Zedong comme chef d’État car il cumulait aussi la fonction de président du parti et de président de la Commission militaire centrale. Cependant quand Liu Shaoqi fut président, il devint évident qu’il n’était qu’une potiche. L’exemple le plus notoire du mépris de la fonction arriva durant la révolution culturelle lorsque le président Liu Shaoqi fut destitué, arrêté et humilié par les gardes rouges.
Durant la période 1969-1982, la présidence fut abolie du fait de l’arrestation du président Liu Shaoqi. Les fonctions associées à celles du chef de l’État furent transmises au président de l’Assemblée populaire nationale, dont le poste demeurait honorifique. La raison exacte pour laquelle Mao Zedong refusa de rétablir la présidence n’est pas claire, cependant on sait maintenant que Mao ne voulait pas que la lutte politique qu’il avait avec Liu Shaoqi soit reconnue comme une tentative de revendication du titre de président pour lui-même. Lin Biao, le numéro deux de la Chine à cette époque, suggéra la réinstallation de la fonction de président pour Mao et la fonction de vice-président pour lui-même. Mao considéra que c’était une menace pour son pouvoir, le vice-président pouvant lui succéder en cas de décès. Au début des années 1980, il devint évident que la Chine avait besoin d’une personne à la tête de l’état. Soong Ching-ling, veuve de Sun Yat-sen et ancienne vice-présidente de la RPC, fut nommée présidente honoraire de la RPC avant le vote de la constitution de 1982.
Dans la constitution de 1982, le président était perçu comme un chef d’État potiche, les pouvoirs étant dans les mains du Premier ministre et du secrétaire général du Parti communiste chinois qui étaient censés être deux personnes différentes. Dans les faits, le personnage le plus important du régime fut, de 1978 à 1992, Deng Xiaoping, qui occupa les postes officiels de président de la Conférence consultative politique du peuple chinois (1978-1983) puis de la Commission militaire centrale (1981-1990). Dans le projet de la constitution de 1982 le Parti devait développer les politiques, l’État devait les appliquer, et le pouvoir devait être divisé pour éviter la formation d’un culte de la personnalité comme cela avait été le cas sous Mao.
Les événements suivants donnèrent à la fonction des pouvoirs plus  étendus que prévu initialement. En 1989 le président Yang Shangkun fut capable, en coopération avec le président de la Commission militaire centrale, Deng Xiaoping, d’utiliser la fonction de président pour déclarer la loi martiale à Pékin et permettre la répression militaire des manifestations de la place Tiananmen. Ceci était en parfaite opposition aux désirs du Secrétaire général du Parti Zhao Ziyang et probablement à ceux de la majorité du Comité permanent du Politburo du Parti communiste chinois.
Dans les années 1990, les essais de séparation des positions entre le Parti et l’État entraîna des divisions amères et en 1993 le poste de président fut occupé par Jiang Zemin qui, en tant que secrétaire général du Parti et chef de la Commission militaire centrale, rendit à la fonction de président sa position de pouvoir. Quand Jiang Zemin se retira en 2003, les fonctions de secrétaire général du Parti, de président de la République et de la Commission furent progressivement assumées par Hu Jintao, qui les cumula toutes à partir de 2005.

## Sélection, succession et exigences
Selon la Constitution, l’Assemblée populaire nationale (APN), en théorie organe législatif suprême, a le pouvoir d’élire et de démettre le président. La loi dispose que le président soit un citoyen chinois âgé d’au moins 45 ans. Le président ne peut pas exécuter plus de deux mandats, un mandat étant équivalent à une session de l’APN, généralement cinq ans.
Le 11 mars 2018, le parlement chinois a aboli la limitation des mandats présidentiels.
En théorie, le président, en accord avec les décisions prises par l’APN, a le pouvoir de mettre en œuvre les lois. Le président a aussi le pouvoir de nommer le Premier Ministre, les ministres, les membres du Conseil d’État, les ambassadeurs dans les pays étrangers, les ministres et tous les présidents, secrétaires et trésoriers des comités législatifs. Le président a le pouvoir d’émettre des Décrets spéciaux présidentiels, de déclarer l’état d’urgence et de déclarer la guerre. Le président est assisté par le vice-président.
Dans le cas où le président meurt ou quitte sa fonction, le vice-président le remplace automatiquement. Dans le cas où le président et le vice-président sont dans l’incapacité de remplir leurs fonctions, le président de l’Assemblée populaire nationale assurera l’intérim jusqu’à l’élection d’un nouveau président par l’APN.

## Le président et l’État
Comme le président est le chef de l’État chinois, il est responsable des relations extérieures de la Chine. Depuis le début des années 1990, le président a été en général responsable de l’établissement des politiques générales laissant au Premier ministre le soin de la mise en œuvre de ces politiques.

## Le président et le Parti
Depuis 1993 et la présidence de Jiang Zemin, le président cumule traditionnellement son poste avec celui de secrétaire général du Parti communiste chinois. Hu Jintao a succédé à Jiang Zemin à la tête du parti en 2002 et à celle de l'État en 2003.
Il est important pour le secrétaire général d’asseoir son pouvoir en ajoutant celui de président à sa collection de titres. Cela élimine toute tension entre le chef du Parti et le chef de l’État.

## Le président et l'armée
La relation entre le président et l'armée est un peu plus trouble. Le potentiel de conflit est diminué lorsque, comme durant la présidence de Jiang Zemin, le président est aussi le président des Commissions militaires centrales (CMC). Cependant il y a une source de conflit potentiel lorsque ce n’est pas le cas, comme en 2003, année où Hu Jintao fut élu président de la république populaire mais sans être élu président de la CMC.
En principe, quand le président est aussi le secrétaire général du Parti, il devrait pouvoir donner des ordres à la Commission centrale militaire du Parti, qui seraient exécutables par la Commission centrale militaire de l’État, cependant nul ne sait comment ce schéma fonctionnerait en cas de crise.
Il y a eu des propositions pour changer constitutionnellement le système de commande pour former un Conseil national de sécurité, inspiré du modèle américain du « National Security Council », qui donnerait au président un pouvoir non contesté sur les « militaires » qui dépendraient du président comme un autre ministère. Ces propositions n’ont pas été vraiment discutées en raison de l’opposition de généraux de haut rang et parce que ces propositions pouvaient apparaître comme une attaque politique contre Jiang Zemin, alors président de la Commission militaire centrale. En septembre 2004, Jiang se retira du poste de président de la CMC et le président Hu Jintao devint le seul commandant en chef des forces armées.

## Les chefs d'État de la RPC et leurs titres
| No | Portrait     | Nom | Début du mandat   | Fin du mandat     | Appartenance politique   |
| -- | ------------ | --- | ----------------- | ----------------- | ------------------------ |
| -  |              | Mao Zedong Président du gouvernement populaire central chinois (26 décembre 1893 - 9 septembre 1976)     | 1er octobre 1949  | 27 septembre 1954 | Parti communiste chinois |
| 1  |              | Mao Zedong (26 décembre 1893 - 9 septembre 1976)                                                         | 27 septembre 1954 | 27 avril 1959     | Parti communiste chinois |
| 2  |              | Liu Shaoqi (24 novembre 1898 - 12 novembre 1969)                                                         | 28 avril 1959     | 31 octobre 1968   | Parti communiste chinois |
| -  |              | Song Qingling Présidente intérimaire de la république populaire de Chine (27 janvier 1893 - 29 mai 1981) | 31 octobre 1968   | 24 février 1972   | -                        |
| -  |              | Dong Biwu Président intérimaire de la république populaire de Chine (5 mars 1886 - 2 avril 1975)         | 31 octobre 1968   | 17 janvier 1975   | Parti communiste chinois |
| -  |              | Zhu De Chef de l'État (1er décembre 1886 - 6 juillet 1976)                                               | 17 janvier 1975   | 6 juillet 1976    | Parti communiste chinois |
| -  |              | Ye Jianying Chef de l'État (28 avril 1897 - 22 octobre 1986)                                             | 5 mars 1978       | 18 juin 1983      | Parti communiste chinois |
| -  |              | Song Qingling Présidente honoraire de la république populaire de Chine (27 janvier 1893 - 29 mai 1981)   | 16 mai 1981       | 28 mai 1981       | Parti communiste chinois |
| 3  |              | Li Xiannian (23 juin 1909 - 21 juin 1992)                                                                | 18 juin 1983      | 8 avril 1988      | Parti communiste chinois |
| 4  |              | Yang Shangkun (5 juillet 1907 - 14 septembre 1998)                                                       | 8 avril 1988      | 27 mars 1993      | Parti communiste chinois |
| 5  |              | Jiang Zemin (17 août 1926 - 30 novembre 2022)                                                            | 27 mars 1993      | 17 mars 1998      | Parti communiste chinois |
| 5  | 17 mars 1998 | Jiang Zemin (17 août 1926 - 30 novembre 2022)                                                            | 15 mars 2003      |                   | Parti communiste chinois |
| 6  |              | Hu Jintao (né le 21 décembre 1942)                                                                       | 15 mars 2003      | 15 mars 2008      | Parti communiste chinois |
| 6  | 15 mars 2008 | Hu Jintao (né le 21 décembre 1942)                                                                       | 14 mars 2013      |                   | Parti communiste chinois |
| 7  |              | Xi Jinping (né le 15 juin 1953)                                                                          | 14 mars 2013      | 17 mars 2018      | Parti communiste chinois |
| 7  | 17 mars 2018 | Xi Jinping (né le 15 juin 1953)                                                                          | 10 mars 2023      |                   | Parti communiste chinois |
| 7  | 10 mars 2023 | Xi Jinping (né le 15 juin 1953)                                                                          | en cours          |                   | Parti communiste chinois |